# Stella di Napoli
Stella di Napoli è un dramma lirico in tre parti di Giovanni Pacini su libretto di Salvadore Cammarano. L'opera fu rappresentata per la prima volta l'11 dicembre 1845 al Teatro San Carlo di Napoli.

## Fortuna dell'opera
Dopo un iniziale successo, l'opera conobbe una certa diffusione fino agli anni '60 dell'Ottocento, venendo però eclissata ben presto dalle più celebri opere verdiane (pochi mesi prima del debutto dell'opera, Verdi aveva rappresentato al San Carlo la sua sfortunata Alzira).

L'opera non è stata ancora rappresentata in tempi moderni, ma ha conosciuto una certa fama nel 2014, con la pubblicazione di un recital omonimo di Joyce DiDonato (edito dalla Warner Classics), che affronta nell'album la Cabaletta della protagonista Ove t'aggiri, o barbaro. Alla XXXVII edizione del ROF durante il concerto "Omaggio a Nourrit" (tenore: Michael Spyres; dir: David Parry) è stata eseguita la sinfonia tratta dall'opera.

## Cast della prima assoluta
| Personaggio           | Vocalità     | Interprete        |
| --------------------- | ------------ | ----------------- |
| Gianni da Capua       | baritono     | Filippo Coletti   |
| Stella                | soprano      | Eugenia Tadolini  |
| Olimpia d'Acri        | contralto    | Eloisa Buccini    |
| Alberto               | basso        | Michele Benedetti |
| Marta                 | mezzosoprano | Maria Salvetti    |
| Il generale d'Aubigni | basso        | Marco Arati       |
| Armando               | tenore       | Gaetano Fraschini |
| Clodoveo              | tenore       | Francesco Rossi   |

## Trama
(Salvadore Cammarano, Incipit del libretto)
Durante la Guerra d'Italia, Carlo VIII di Francia ha invaso il Regno di Napoli: un manipolo di soldati aragonesi devoti al Re Ferdinando II detto Ferrante è rimasto nascosto nei dintorni di Reggio Calabria, guidati da Gianni di Capua. L'uomo, per conoscere meglio i piani del nemico, si è infiltrato tra gli alleati dei francesi, gli svizzeri.

### Parte I -La zingara
I soldati aragonesi hanno trovato rifugio presso la casa della vecchia Marta, e commentano indignati le nozze della nobile Olimpia d'Acri con un nobile francese: a queste parole Gianni sussulta, perché teme che anche la figlia Stella si sia innamorata di un nemico (Qual d'un genio la sembianza). I suoi timori sono fondati: la ragazza si è innamorata di un cavaliere francese che le ha giurato amore, ma che poi l'ha abbandonata; si è quindi rivolta alle arti magiche di Marta, che è un'indovina, per avere informazioni sull'ingrato di cui non conosce nemmeno il nome (Ove colui dimora). Improvvisamente la casa di Marta viene circondata, e le due donne vengono arrestate dai soldati francesi con l'accusa di stregoneria.

Nel frattempo, Olimpia ha ricevuto una lettera anonima che la invita a non sposarsi con il nemico francese (tale Armando), per lealtà nei confronti del suolo natale. La nobildonna sfoga i suoi turbamenti con Gianni (Sì, quel foglio dice il vero), sotto le vesti di alleato svizzero, ma Olimpia crede di riconoscere in lui un cavaliere aragonese. Gianni sfugge all'imbarazzante e pericolosa situazione sentendo gli echi delle grida del popolo, mentre Marta viene condotta in prigione: l'uomo, per non perdere l'alleata che le ha procurato un alloggio sicuro, chiede ad Olimpia di implorare la grazia per essa presso Armando.

Nella sala del tribunale, Armando e il Generale d'Aubigni si preparano ad interrogare Marta e la sua "complice" Stella: ma non appena la ragaza viene introdotta, ella riconosce subito in Armando il seduttore. Disperata, la ragazza racconta all'uditorio di come è stata sedotta dallo sconosciuto francese e di aver chiesto conforto nelle pratiche magiche di Marta (Giorni innocenti e placidi): di fronte a questa dichiarazione, il Generale e il coro condannano a morte sul rogo le due donne.

### Parte II -Il padre
Armando, su esortazione di Olimpia, ha predisposto la fuga delle due condannate: in carcere, però, Stella inizia a dare segni di squilibrio mentale, e chiede ad Armando se le sia rimasto fedele: l'uomo, per pietà nei confronti della ragazza, le giura di non amare altri che lei (Mi colga un nume vindice).

Le due donne fuggono, ma vengono inseguite dai francesi: mentre Marta scappa, Stella, spossata, si riposa presso i giardini della villa di Olimpia, dove assiste alla marcia nuziale di Armando e della sua promessa sposa. La ragazza, sconvolta, rinfaccia all'infedele i suoi giuramenti di fronte a tutti gli invitati, ma Olimpia riconosce in lei la figlia di Gianni di Capua, e il Generale ordina di arrestarla. Ma Gianni stesso avanze rivela la sua identità, per proteggere la figlia. Mentre i soldati francesi stanno per arrestarli, risuonano in lontananza le grida degli aragonesi, che hanno ripreso le armi in seguito al ritorno del re Ferrante: nella confusione che segue, Alberto ed alcuni aragonesi, confusi nella folla degli invitati, prendono le armi contro gli invitati francesi, ed inizia lo scontro tra le due fazioni (Piena fia questa forte contrada).

### Parte III -Amor senza pari
Gli aragonesi hanno avuto la meglio, i francesi sono in fuga, ed Armando è stato imprigionato. Invano Gianni cerca di convincerlo a ricambiare l'amore di Stella, visto che la poveretta, consumata dal suo amore non ricambiato, è prossima alla morte: Armando continua ad amare ardentemente Olimpia, scatenando le ire di Gianni (Alma vile! Mostro ingrato!).

Rimasto solo, Armando viene visitato da Stella, accompagnata da un cavaliere: la ragazza, nonostante Armando non la ami, è pronta a fare qualsiasi cosa per salvargli la vita. Gli restituisce la libertà e l'amore dato che il cavaliere non è altri che Olimpia mascherata: Stella li fa quindi fuggire, non prima che i due amanti l'abbiano ringraziata per la vita (Addio! La tua memoria). Rimasta sola, Stella osserva la fuga dei due per il mare, e spira tra le braccia del padre, chiedendogli di non volersi vendicare dell'uomo che ha amato ma che non è stato capace di amarla.

## Struttura musicale
- Sinfonia

### Atto I
- N. 1 - Introduzione e Cavatina di Gianni Di celeri passi la volta risuona - Qual d'un genio la sembianza (Coro, Gianni, Alberto)
- N. 2 - Cavatina di Stella Ove colui dimora (Stella, Marta, Coro, Clodoveo)
- N. 3 - Coro e Duetto fra Gianni ed Olimpia A sfolgorarti, Olimpia - Sì, quel foglio dice il vero
- N. 4 - Finale I Innanzi agli occhi miei (Armando, Stella, D'Aubigny, Clodoveo, Marta, Coro)

### Atto II
- N. 5 - Aria di Olimpia Sull'altar da me fia stretta (Olimpia, Armando, Coro)
- N. 6 - Duetto fra Armando e Stella Qui non mi tragge amore
- N. 7 - Finale II In mezzo alle tenebre (Coro, D'Aubigny, Stella, Gianni, Olimpia, Armando, Clodoveo)

### Atto III
- N. 8 - Aria di Armando Il rimorso punitore (Armando, Coro)
- N. 9 - Duetto fra Gianni ed Armando Deh! la salva... deh! non muoia
- N. 10 - Finale III Addio!... la tua memoria - Il vero appresi dunque!... (Armando, Olimpia, Stella, Gianni, Coro)